# 佐兰·卡契奇
佐兰·卡契奇（1953年9月9日—），克罗地亚男子水球运动员，司职守门员。他曾代表南斯拉夫国家队参加1976年夏季奥林匹克运动会水球比赛，获得第5名。